# Gare de Lesse
La gare de Lesse est une ancienne gare ferroviaire française de la ligne de Réding à Metz-Ville, située au nord du bourg centre de la commune de Lesse, dans le département de la Moselle, en région Grand Est.
C'est une halte mise en service en 1905 par la Direction générale impériale des chemins de fer d'Alsace-Lorraine (EL). Elle est fermée en 1975, et son ancien bâtiment voyageurs est détruit en 1995.

## Situation ferroviaire
Établie à environ 234 mètres d'altitude, la halte de Lesse est située au point kilométrique (PK) 121,236 de la ligne de Réding à Metz-Ville entre les gares fermées de Brulange et de Baudrecourt.

## Histoire
La halte. de Lesse est mise en service en 1905 par la Direction générale impériale des chemins de fer d'Alsace-Lorraine (EL) sur sa ligne de Metz à Réding.
Située au passage à niveau n°86, elle est fermée en 1975 par la Société nationale des chemins de fer français (SNCF).
Son bâtiment est détruit en juin 1995.